# Сологубов, Сергей Иосифович
Сергей Иосифович Сологубов (8 октября 1898 — 26 февраля 1985, Донецк, Украинская ССР) — старший агроном свиноводческого совхоза «Металлист» Министерства совхозов СССР, Амвросиевский район Сталинской области, Украинская ССР. Герой Социалистического Труда (1949).

## Биография
Родился в 1898 году в крестьянской семье в одном из сельских населённых пунктов современной Псковской области. В послевоенное время — старший агроном свиноводческого совхоза «Металлист» Амвросиевского района с центральной усадьбой в посёлке Войковский Амвросиевского района.
В своей деятельности применял передовые агротехнические методы. В 1948 году обеспечил высокий урожай зерновых в совхозе, который сдал государству в среднем с каждого гектара по 30,7 центнеров пшеницы с площади 379,5 гектара. Указом Президиума Верховного Совета СССР от 6 апреля 1949 года удостоен звания Героя Социалистического Труда за «получение высоких урожаев пшеницы и кукурузы при выполнении совхозом плана сдачи государству сельскохозяйственных продуктов в 1948 году и обеспеченности семенами всех культур в размере полной потребности для весеннего сева 1949 года» с вручением ордена Ленина и золотой медали «Серп и Молот» (№ 3267).
Этим же указом званием Героя Социалистического Труда были награждены директор совхоза «Металлист» Пётр Борисович Янатьев, труженики совхоза звеньевые Александра Прокофьевна Губанова, Анна Мироновна Красюк, Пелагея Ивановна Любомищенко и Мария Николаевна Мёд.
После выхода на пенсию проживал в Донецке. С 1968 году — персональный пенсионер союзного значения. Умер в феврале 1985 года.